# شرق در برابر غرب (بازی)
شرق در برابر غرب - یک بازی از سری قلب‌هایی از آهن (انگلیسی: East vs. West – A Hearts of Iron Game) یک بازی استراتژی لغو شده‌است که قرار بود در دوران جنگ سرد میان سال‌های ۱۹۴۶ تا ۱۹۹۱ روی دهد.

## لغو شدن
هیچ تاریخ انتشاری برای این بازی برنامه‌ریزی نشده بود. پس از اینکه تاریخ انتشار اولیه در سه ماه اول سال ۲۰۱۳ از دست رفت و چندین ویژگی اصلی در بازی توسط سازندگان حذف شد، آن‌ها امیدوار بودند بازی را به عنوان یک بتای عمومی در مارس ۲۰۱۴ منتشر کنند. در یک بیانیه مشترک همان سال، پارادوکس اینتراکتیو و بی‌ال لاجیک تصمیم به لغو بازی گرفتند.